# Jonathan Sheinberg
Jonathan Sheinberg, detto Jon (...), è un produttore cinematografico statunitense.

## Biografia
Nato in una famiglia d'arte, è figlio del produttore Sid Sheinberg e dell'attrice femminista Lorraine Gary; ha un fratello, Bill, anch'egli produttore cinematografico.

### Carriera
Ha lavorato per diverse agenzie televisive e compagnie cinematografiche di spessore. Lavorò alla Columbia Pictures come direttore alla diffusione e promozione dei film. Ebbe ruolo di direttore delle questioni creative alla 20th Century Fox. Alla Warner Bros. ricoprì la presidenza del ramo di produzioni Lee Rich. Lavorò inoltre per lo studio minore Orion Pictures come capo delle produzioni.
Nel campo della televisione, lavorò per Lorimar Television come direttore di film e miniserie. Alla The William Morris Agency fu vicepresidente esecutivo.
Nel 2000, Sheinberg e Beaux Carson presero in opzione i libri-inchiesta The killing of Tupac Shakur e The murder of Biggie Smalls della giornalista investigativa Cathy Scott, con l'intenzione di realizzarne un film per il grande schermo provvisoriamente intitolato Record Wars incentrato sulle vite dei due cantanti, con la The Machine (di proprietà di Sheinberg) a produrre. Nel 2005, dopo due anni di trattative, la "Carson Signature Films" convinse Suge Knight ad entrar a far parte del progetto fornendo come base per la sceneggiatura la sua versione dei fatti. Secondo il produttore Carson, il film sarebbe stato una sorta di «Training Day che incontra Il padrino». Del progetto cinematografico, in definitiva non se ne fece nulla.

## Filmografia
- Stephen King's World of Horror (1986)
- Duro da uccidere (Hard to Kill) (1990)
- Amore all'ultimo morso (Innocent Blood) (1992)
- Passenger 57 - Terrore ad alta quota (Passenger 57) (1992)
- Flipper (1996)
- The Pest (1997)
- La mia flotta privata (McHale's Navy) (1997)
- Un semplice desiderio (A Simple Wish) (1997)
- In ricchezza e in povertà (For Richer or Poorer) (1997)
- Slappy and the Stinkers (1998)
- Playing Mona Lisa (2000)
- The Conscientious Objector (2004)
- Rush to War (2004)
- Bad Girls (2005)
- Wages of Sin (2006)
- High Maintenance 90210 (2007, 6 episodi)
- Dreamland, regia di James P. Lay (2007)
- Stash (2007)
- Made in Brooklyn (2007)
- Devil's tomb - A caccia del diavolo (The Devil's Tomb) (2009)
- Blood Is Blood (2010)